# Eric Jespersen
Eric Albert Jespersen (ur. 18 października 1961 w Port Alberni) – kanadyjski żeglarz sportowy. Brązowy medalista olimpijski z Barcelony.
Brał udział w na dwóch igrzyskach olimpijskich (IO 92, IO 96), startował w klasie Star. W 1992 zdobył brąz, partnerował mu Ross MacDonald. W 1994 wywalczyli złoto mistrzostw świata.